# Johannes Wagenaar (verzetsstrijder)
Johannes Wagenaar (Groningen, 11 januari 1906 - Exloo, 19 september 1944) was een Nederlandse verzetsstrijder.

## Biografie
Hij was getrouwd met Lammechien Beekhuis en had twee kinderen.
Wagenaar was werkzaam als inspecteur van de Verzekeringsmaatschappij en behoorde in 1944 tot de top van de CPN in de stad Groningen. Hij was sinds 1941 een illegaal werker en verzorgde onderduikers. Daarnaast was hij betrokken bij de communistische kranten Noorderlicht en De Waarheid.
Wagenaar werd op 9 september 1944 gearresteerd tijdens een bijeenkomst van de CPN en werd 10 dagen later bij Exloo gefusilleerd. Hij ligt begraven in Selwerderhof in de stad Groningen.